# Eideskapelle des Lübecker Rats

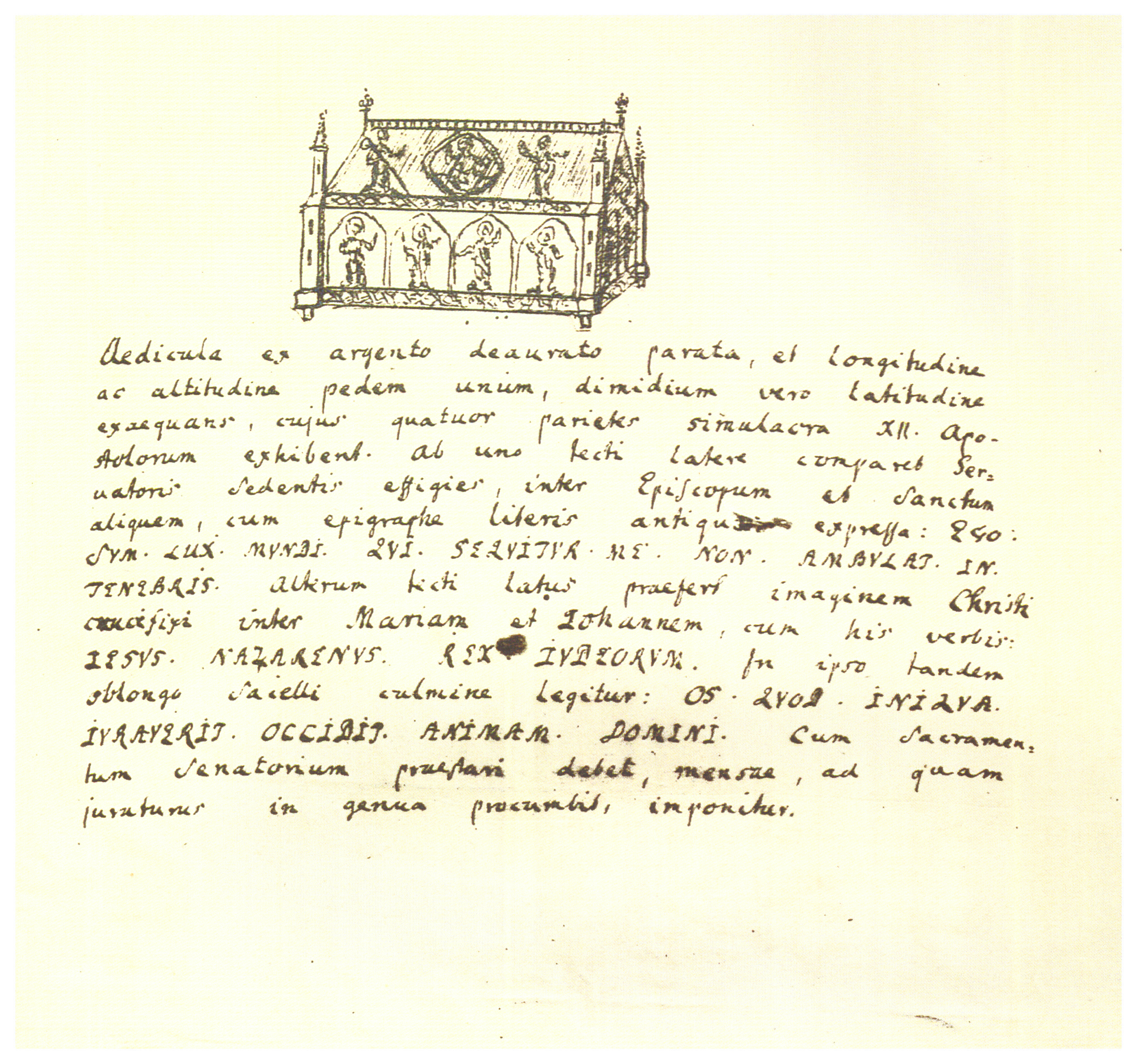
Federzeichnung und lateinische Beschreibung der seit 1811 verlorenen spätgotischen Eideskapelle des Lübecker Rathauses durch den Syndicus Carl Henrich Dreyer (Archiv der Hansestadt Lübeck, Museum Dreyerianum Bl. 190)

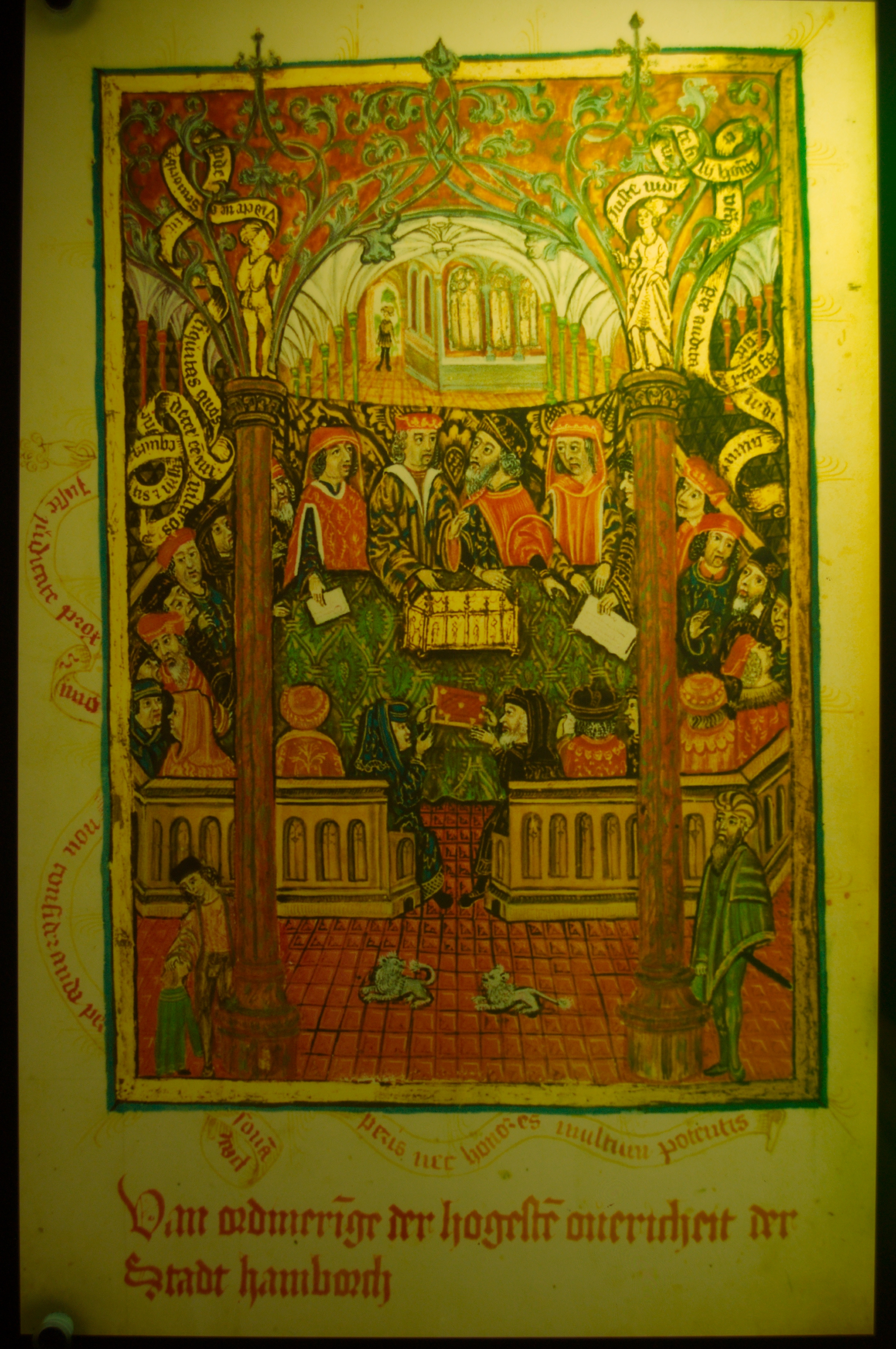
Hamburger Eideskapelle, dargestellt im Hamburger Stadtrecht von Absolon Stumme 1497

Die Eideskapelle des Lübecker Rats war eine spätgotische Schwurlade im Lübecker Rathaus, die bis 1811 in Gebrauch war. Sie war aus vergoldetem Silber und war in der Form eines Kirchleins, ähnlich wie ein Reliquiar gestaltet.
Die in der Rathauskämmerei verwahrte Eideskapelle wurde zu besonderen Anlässen wie auch bei Gerichtstagen präsentiert. Sie diente unter anderem den neuerwählten Ratsherren zur Bekräftigung und Veranschaulichung ihres Schwurs.
Während der Lübecker Franzosenzeit musste das wertvolle Kleinod des Lübecker Rates an den Generalgouverneur des Département des Bouches de l’Elbe in Hamburg Louis-Nicolas Davout abgeliefert werden und ist seither verschollen.

## Herstellung und Umfeld

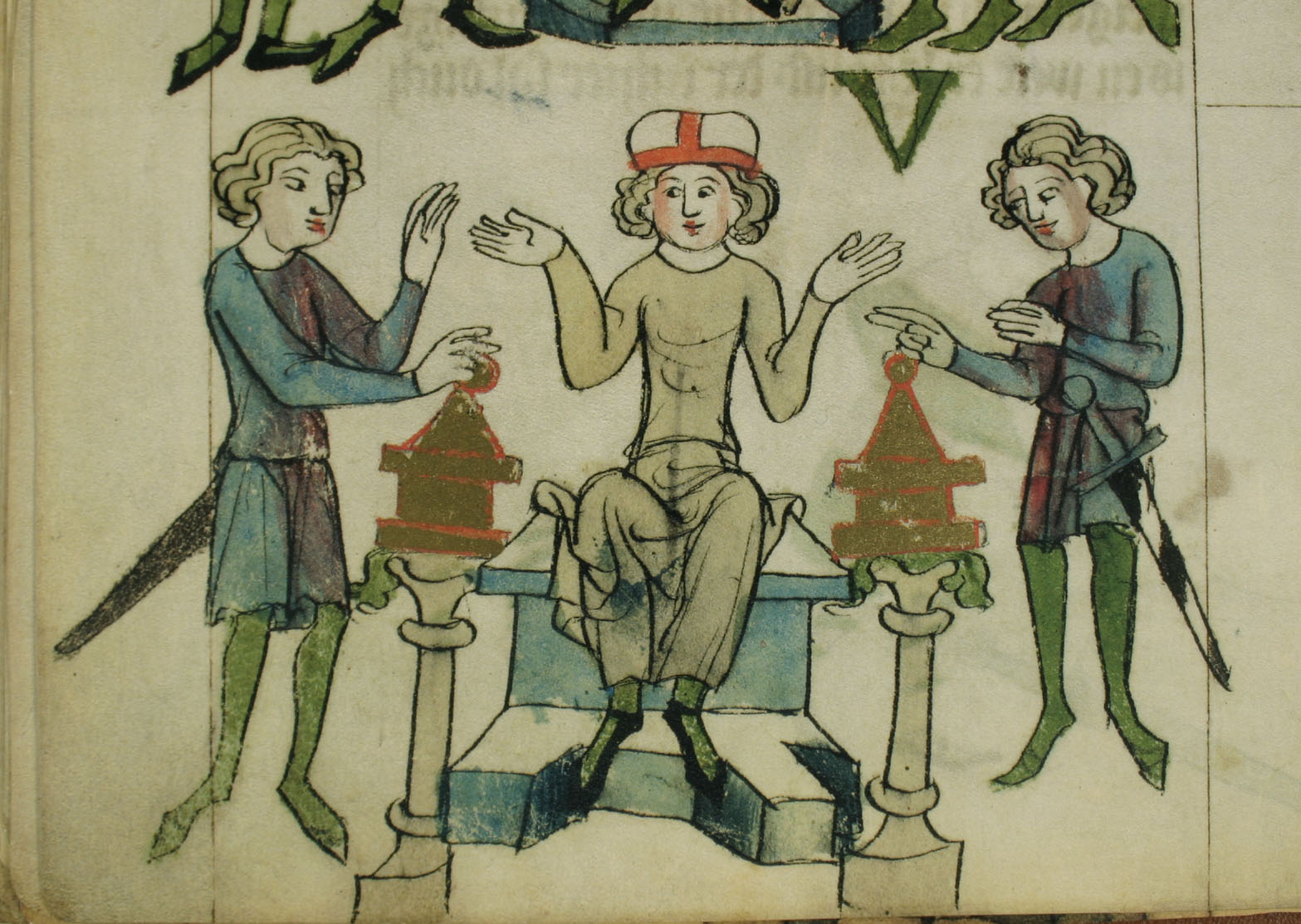
Eid auf Reliquien in der Dresdner Bilderhandschrift des Sachsenspiegels aus der Zeit 1295–1363

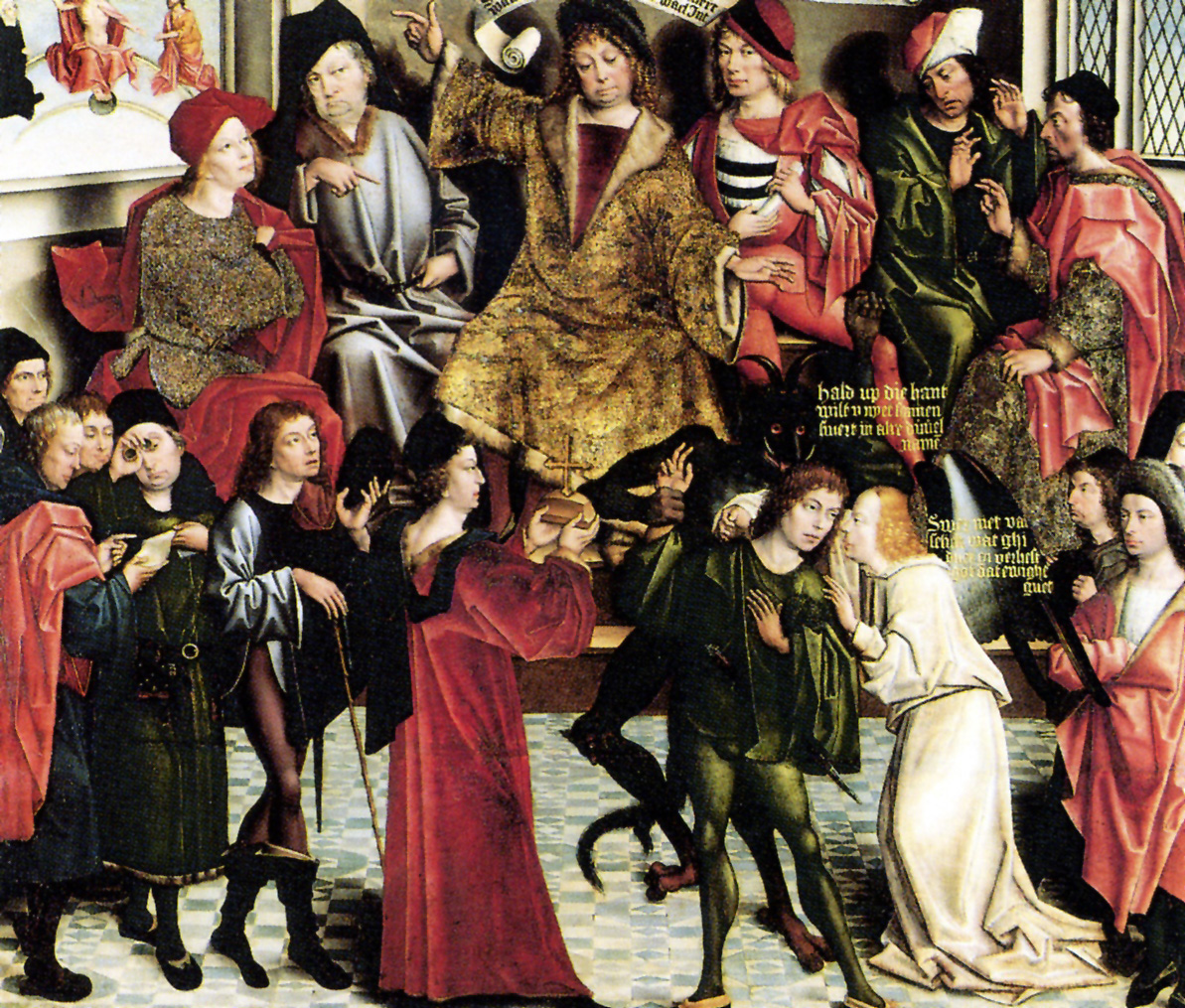
Derick Baegert: Gerichtliche Eidesleistung, Wesel 1493

Mittelalterliche (vorreformatorische) Eideskapellen als Metallarbeit sind auch in anderen Städten Norddeutschlands überliefert, ohne dass bis heute eine abschließende wissenschaftliche Untersuchung über Gebrauch und Verbreitung dieser Form der Schwurlade vorläge. Bekannt ist unter anderen die Eideskapelle der Stadt Tangermünde, die 1461 von dem Goldschmied Valentin Pust gefertigt wurde. Während die Eideskapelle in Tangermünde datierbar ist, kann die Lübecker Eideskapelle nur pauschal der Spätgotik ab etwa 1350 zugeordnet werden. Einen Hinweis auf ihr (Nicht-)Vorhandensein ergibt sich möglicherweise aus den Lübecker Chroniken, denen zufolge nach der Vertreibung des Lübecker Rates im Zuge der bürgerlichen Unruhen 1408 die neuen Ratsherren ihren Eid auf „dat gulden crutze, dat de herren hebben up dem hus“, also ein goldenes Schwurkreuz, ablegten. Lambacher datiert die Lübecker Eideskapelle unter Hinweis auf die Eideskapelle von 1461 in Tangermünde und die 1497 von Absolon Stumme zweifach dargestellte Hamburger Eideskapelle, gefertigt ebenfalls im Jahr 1461 durch den Goldschmied Johann Schröder, vage auf das letzte Viertel des 15. Jahrhunderts und vermutet einen Lübecker Goldschmiedemeister als den Hersteller. Das zum Lüneburger Ratssilber gehörende Bürgereidkristall datiert inschriftlich auf das Jahr 1443 und ist von dem Goldschmied Hans Laffert signiert.
Man kann die sakralarchitektonische Form der Lübecker Eideskapelle als vorreformatorische Sakralisierung der Lübecker Stadtgeschichte bzw. des Lübecker Rates und seines selbstbewussten Machtanspruches im Stadtregime der Freien Reichsstadt verstehen. Annette Reitz-Diense, eine Theologin, sieht auch im Ratsarchiv, das ab 1298 in der Tresekammer der Lübecker Marienkirche eingerichtet wurde, eine ähnliche Entwicklung. Die Marienkirche war als (vorreformatorische) Ratskirche in erklärter Konkurrenz zur Bischofskirche, dem Lübecker Dom, erbaut worden.

## Verwendung und Funktion
Die Form der Eideskapelle verweist auf die Rolle der Kirche als Garant des Eides. Der Ratswahl selbst schon gingen in Lübeck Fürbitten in Gottesdiensten (der Stadtkirchen) voraus. Die neu gewählten Ratsherren versammelten sich vor dem Eid wiederum in der Lübecker Marienkirche. Der Schwur selbst fand aber im Ratssaal statt, wo das Schmuckstück des Rates aufgestellt wurde. Die neuen Ratsherren knieten dort paarweise nieder und leisteten den Eid mit einem Finger auf der Eideskapelle.
Die Lübecker Eideskapelle wurde im Lübecker Rathaus in der Kämmerei verwahrt und stand am St.-Peterstag, an dem jeweils der neue Rat (Senat) gesetzt wurde, vor den neu erwählten Ratsherren. Damit wurde der Zusammenhang zum Ratseid deutlich, den die vom Rat nach dem Prinzip der Selbstergänzung neu zugewählten Ratsherren dem Rat selbst, nicht der Stadt oder ihrer Bürgerschaft, zu leisten hatten. Aber auch bei Gerichtsverhandlungen von Oberhof und niederen Gerichten wurde sie genutzt, bis im ersten Drittel des 16. Jahrhunderts die Gerichtsherren im Rat eine weitere, hölzerne Eideskapelle erhielten, die dem älteren Vorbild nachempfunden war.

## Verlust
Die Eideskapelle war über 400 Jahre Bestandteil des Lübecker Ratssilbers. Ihre symbolische Funktion verlor sie in der Franzosenzeit, als der Lübecker Rat aufgelöst und durch den Munizipalrat einer kurzzeitigen bonne ville de l’Empire français ersetzt wurde. Während das gesamte übrige Ratssilber – bei mäßigen bis niedrigsten Erlösen infolge der nachfragebedingt eingebrochenen Silberpreise – zum Schuldenabbau der Stadt verwertet wurde, war die Eideskapelle, ob nun wegen ihrer Symbolhaftigkeit oder wegen persönlicher Begehrlichkeit, auf den ausdrücklichen Befehl des Generalgouverneurs des Département des Bouches de l’Elbe Louis-Nicolas Davouts in Hamburg abzuliefern. Der sogenannte Lübecker Silberschatz ist hingegen eine private Sammlung von Exponaten alter Lübecker Goldschmiedekunst, die erst in der Zeit nach dem Zweiten Weltkrieg zusammengetragen und von den Lübecker Museen angekauft wurde, um eine entstandene Lücke wieder zu schließen.

## Beschreibung
Die Eideskapelle wurde von dem Syndicus Carl Henrich Dreyer beschrieben und gezeichnet. Sie hatte einen rechteckigen Grundriss, Satteldach und ein Türmchen an jeder Ecke. Sie war nach den Beschreibungen silbervergoldet, etwa einen Fuß hoch wie lang bei einer Breite von 1/2 Fuß und hatte ein Gewicht von umgerechnet 848 Gramm (= 58 Lot Silber). Reliefs und Inschriften zierten sie rundum:
- Das Satteldach zeigte als Reliefapplikationen die Majestas Domini in der Mandorla zwischen einem Bischof und einem weiteren Heiligen, unten ringsum umgeben von den Zwölf Aposteln. Die lateinische Inschrift auf dem Satteldach lautete: „EGO. SVM. LUX. MVNDI. QVI. SEQVITVR. ME. NON. AMBVLAT. IN. TENEBRIS“; deutsch: „Ich bin das Licht der Welt. Wer mir nachfolgt, der wird nicht wandeln in der Finsternis.“ (Johannes 8,12 LUT)
- Auf der anderen Dachfläche war der Gekreuzigte zwischen Maria und Johannes dargestellt, mit der lateinischen Inschrift „JESVS NAZARENVS REX JVDEORVM“.
- Der Dachfirst trug die Inschrift „OS QVOD INIQVA IVRAVERIT OCCIDIT ANIMAM DOMINI“, deutsch: „Ein Mund, der falsch schwöre, tötet die Seele des Herrn.“

Letztere Inschrift auf der Handauflagefläche (Draufsicht) der Eideskapelle bezog sich also direkt auf den zu leistenden Eid.

## Eideskapelle des Lübecker Niedergerichts

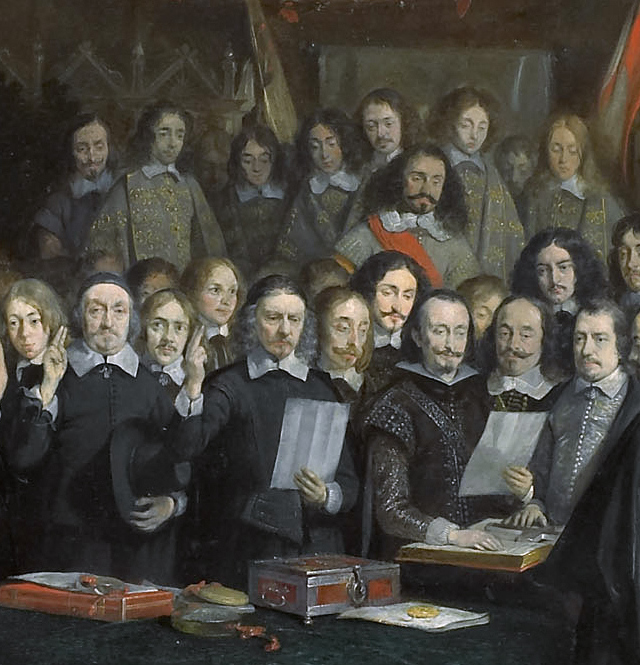
Gerard ter Borch: Eidesleistung beim Westfälischen Frieden 1648

Die Eideskapelle des Lübecker Niedergerichts ist eine Eideskapelle aus Eichenholz nach dem Vorbild der silbervergoldeten Eideskapelle des Rats, die auf das erste Drittel des 16. Jahrhunderts datiert wird. Sie zeigt die zwölf Apostel auf den Längsseiten und das Lübecker Doppelwappen auf den Schmalseiten, die zu Treppengiebeln ausgeformt sind. Der ursprüngliche achteckige Dachreiter ist verloren und in späterer Zeit durch ein Galgengerüst mit Glöckchen ersetzt worden. Diese Eideskapelle wurde 1612 farblich neu gefasst und auf dem Unterbau des Dachreiters mit den Wappen der beiden in diesem Jahr amtierenden Gerichtsherren des Lübecker Rates, den Ratsherren Johann Lüneburg und Lorenz Möller versehen. Sie befindet sich heute im St.-Annen-Museum.
Hölzerne nachreformatorische Schwurladen in sakralarchitektonischer Form sind aus Zwickau, Rendsburg, Werben, Kiel, Bremen und in zwei Exemplaren in Lüneburg bekannt.

## Eideskapelle des Lübecker Echtdings

Lübecker Echtding im 16. Jahrhundert

Auch das seit der Stadtgründung abgehaltene Lübecker Echtding bediente sich einer Eideskapelle. Ihr Aussehen ist jedoch nur in groben Zügen durch die im 18. Jahrhundert entstandene Zeichnung eines heute nicht mehr erhaltenen Gemäldes aus dem 16. Jahrhundert überliefert, auf der sie die Form einer Kirche mit spitzem Turm und Dachreiter hat. Der Verbleib dieser Eideskapelle nach der Aufhebung des Echtdings im Jahre 1803 ist nicht bekannt. Die Bedeutung des Echtdings sank in Lübeck bereits Ende des 13. Jahrhunderts so wie die Judikative zunehmend auf den Lübecker Rat überging.

## Vergleichbare Reliquiare in der Lübecker Kunst

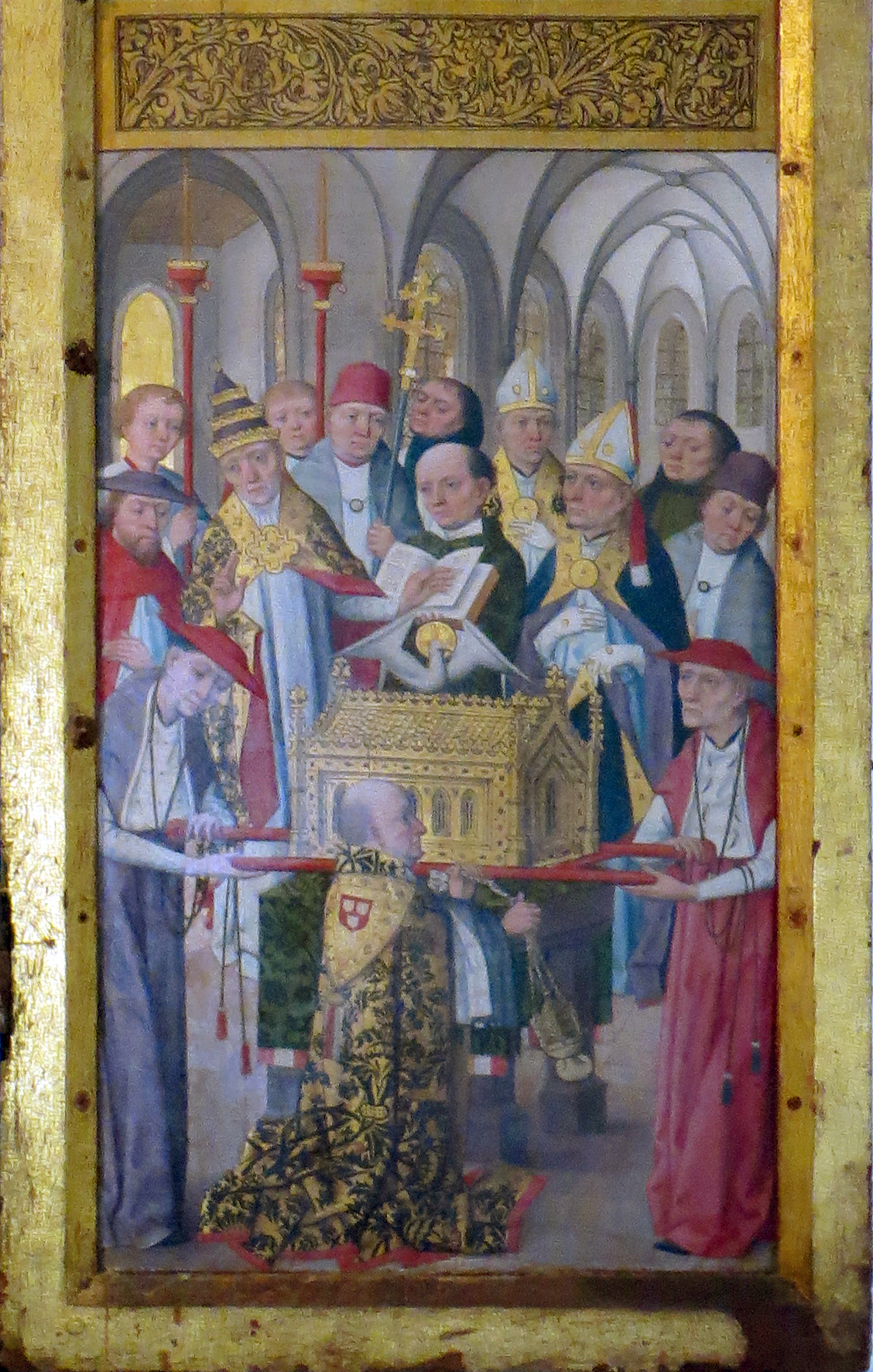
Abbildung eines Reliquiars im Lukas-Altar durch Hermen Rode

Ein von der Gestaltung her der Eideskapelle des Rats recht ähnliches Reliquiar (Kapelle mit Fialen an den Ecken) findet sich unten rechts auf der Sonntagsseite im Lukas-Altar des Lübecker Maleramtes, der um 1490 von Hermen Rode gemalt wurde. Er befand sich ursprünglich in der Lübecker Katharinenkirche und ist heute eines der zentralen Sammlungsstücke der Altäre des Museums für Kunst- und Kulturgeschichte im St.-Annen-Museum.